# Thessaloniki Internationale Lufthavn
Thessaloniki Internationale Lufthavn ΄Makedonia΄ (IATA: SKG, ICAO: LGTS) er en international lufthavn i Grækenland. Den er beliggende 14 kilometer sydøst for centrum af landets næststørste by Thessaloniki. Begge landingsbaner går i vest ud i det Ægæiske Hav. Lufthavnen er ejet af den græske stat, og drives af transportministeriet.
I 2012 ekspederede den 4.006.204 passagerer.

## Historie
Området hvor der i dag er lufthavn blev for første gang taget i brug under 1. verdenskrig. I 1930 etablerede grækerne en flyveplads på stedet. Ved den tyske besættelse af Grækenland fra 1941 til 1944 under 2. verdenskrig blev lufthavnen udvidet betragteligt, så tyskerne kunne lande med deres store militærfly. En regulær landingsbane på 600 meter blev anlagt, ligesom flere nye bygninger blev opført.
I 1948 begyndte lufthavnen for første gang at tage imod civile og kommercielle fly. Landingsbane 10/28 som tyskerne anlagde, blev i 1950 belagt med asfalt og forlænget til 1.800 meter. I 1952 forlængede man den med yderlige 200 meter. Samme år blev stedets første lufthavnsterminal opført, og man byggede et kontroltårn på taget af denne. Året efter etablerede man en ny landingsbane der fik navnet 16/34. Den første landingsbane, 10/28, blev i 1958 renoveret og forlænget til de nuværende 2.440 meter. Bane 16/34 blev i 1972 forlænget til de nuværende 2.410 meter. Denne bane fik i 2004 tilført en ny parallel rullevej. 
En nye lufthavnsterminal blev i september 1965 indviet på en ny placering, i forhold til den gamle. I perioden mellem 1968 og 1973 blev terminalen udvidet med en 2. sal, og for første gang blev der opført en frakørsel på den nærliggende motorvej, som gik direkte til lufthavnen. Kontroltårnet blev i 1978 ødelagt på grund af jordskælvet ved Thessaloniki, og et nyt blev opført. I to faser, i 1991 og 1993, blev terminalbygningen udvidet og renoveret.  
Terminalbygningen tog sin nuværende form, da man tilføjede ekstra 19.000 m2 i den vestlige og østlige side af bygningen. Disse projekter blev færdiggjort i november 2000 og juni 2003. Den vestlige udvidelse omfattede udvidelse af den internationale afgangs område, ligesom et område for Schengen-passagerer blev tilføjet. Den østlige ekspansion omfattede et nyt check-in område, nye ventesale samt administrative kontorer til flyselskaber. I dag har terminalen et samlet etageareal på 32.000 m2, fordelt på tre etager.

## Galleri
- Holdepladsen for taxaer foran terminalen.
- Kontroltårnet i 2005.